# Jean Bassompierre
Pour les articles homonymes, voir Bassompierre.
 (septembre 2019).
Si vous disposez d'ouvrages ou d'articles de référence ou si vous connaissez des sites web de qualité traitant du thème abordé ici, merci de compléter l'article en donnant les références utiles à sa vérifiabilité et en les liant à la section « Notes et références ».

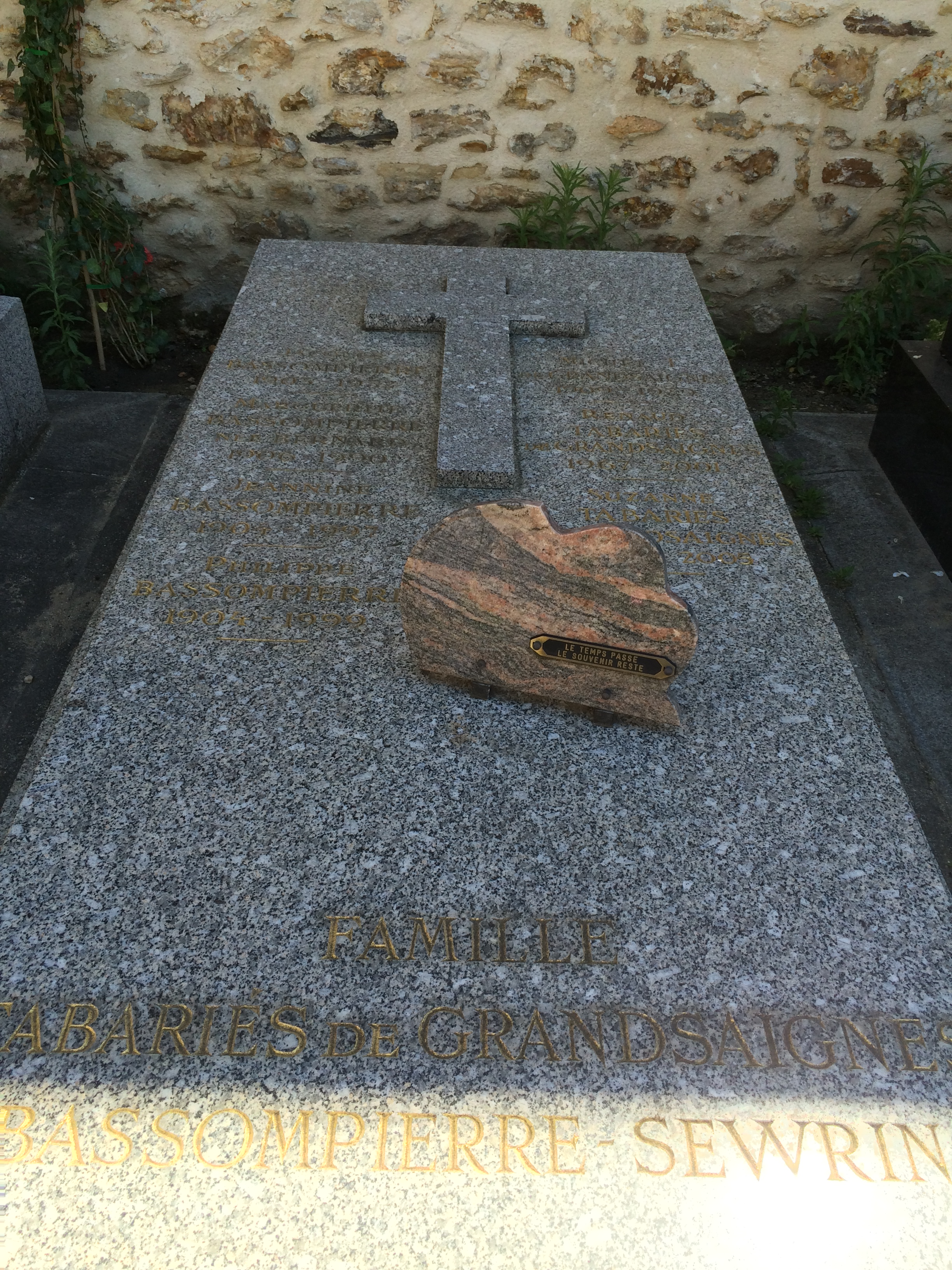
Tombe de Jean Bassompierre au cimetière d'Auteuil (Paris XVIe)

Jean Bassompierre, né le 23 octobre 1914 à Honfleur (Calvados) et mort le 20 avril 1948 au fort de Montrouge à Arcueil (Seine), est un militaire et militant d'extrême droite français. Pour son rôle dans la collaboration armée avec le Troisième Reich pendant la Seconde Guerre mondiale il a été fusillé après la guerre.

## Biographie
Étudiant à la Faculté de droit de Paris, il est un « phalangeard », membre des Phalanges universitaires, le groupement des étudiants des Jeunesses patriotes (JP). Il s'illustre en février 1936 lors de l'affaire Jèze, du nom du professeur Gaston Jèze, en butte à l'hostilité des étudiants nationalistes parisiens,. Il est membre de la Cagoule et militant du Parti populaire français (PPF). À l’issue de son service militaire, il s'engage comme sous-lieutenant.
Lieutenant au 74e bataillon d’alpins de forteresse au début de la Seconde Guerre mondiale, il commande l’avant-poste de Conchetas (ou du Conquet) du Secteur fortifié des Alpes-Maritimes (SFAM), situé à 1 776 m d’altitude, au-dessus du village de Saint-Martin-Vésubie. Le 19 juin 1940, son poste intervient pour appuyer par le tir d’une de ses mitrailleuses le groupe de combat de La-Balme-de-la-Frema qui menaçait d’être pris par les Italiens. Comme il constate que la mitrailleuse est gênée dans son angle de tir par la forme du créneau, il ordonne, malgré le bombardement, de la mettre en position en dehors de la casemate ; cette action lui vaut une citation à l'ordre du régiment. 
On[évasif] présume que c’est à lui aussi que l’on[évasif] doit l'explosion de l’avant-poste qui a sauté avec tous les explosifs et les 200 000 cartouches de mitrailleuses, avant de se replier avec ses hommes sur Digne-les-Bains devant l’avance des troupes italiennes.
Bassompierre est à l’origine du Service d'ordre légionnaire (SOL) dont il a, avec Noël de Tissot et Jean Durandy, codifié le programme. Il est l’un des piliers du mouvement avec Joseph Darnand, Pierre Gallet et Marcel Gombert. L’amitié qui lie Bassompierre et Darnand a pour origine l’incarcération de ce dernier en 1938 et la visite du capitaine Bassompierre à la prison de la Santé.
À la dissolution du SOL, Jean Bassompierre rejoint la LVF. Capitaine, il commande une compagnie du 1er bataillon (temporairement tout le 1er bataillon). Décoré de la croix de fer de deuxième classe, il est nommé en décembre 1943 chef d’état major d'Edgar Puaud. En février 1944, il est rappelé par Darnand pour réorganiser la Milice française dans la zone nord, en tant qu’inspecteur général en compagnie de François Gaucher.
Le 14 juillet 1944, il réduit la mutinerie de la prison de la Santé. Un mois plus tard, le 16 août, c’est avec la cohorte parisienne qu’il quitte le territoire français. Le 24 octobre 1944, Bassompierre préside la dernière manifestation officielle de la Milice, en organisant une prise d’armes dans un stade et en paradant avec les miliciens dans la ville d’Ulm en Allemagne. Comme la majorité des franc-gardes (2 000 hommes), il intègre la division Charlemagne en tant que SS-Hauptsturmführer (équivalent de capitaine).
Au cours de sa retraite poméranienne, le général Gustav Krukenberg réorganise la Charlemagne (33e Waffen-Grenadierdivision der SS, franz. Nr 1) en un régiment de réserve et deux régiments de marche. Le commandement du second régiment de marche échoit à Jean Bassompierre. Chargée de défendre la ville de Körlin aujourd’hui en Pologne, cette unité (II/RM) tente, le 6 mars 1945, le décrochage dans l'espoir de rejoindre Kolberg. Le bataillon (dont fait partie Christian de La Mazière) se désintègre progressivement du fait du pilonnage incessant des mortiers soviétiques et du nombre de soldats en face, en moyenne dix fois supérieurs à ceux de la division Charlemagne, ce qui oblige Jean Bassompierre à se replier dans la plaine de Belgard. Le 17 mars, Jean Bassompierre, à bout de forces, se rend aux cavaliers polonais qui encerclent la ferme lui servant de refuge. Il est interné au camp de Choszczno (anciennement Arnswalde).
Il fait ensuite partie des Français regroupés en vue de leur rapatriement en France par Henry Fournier-Foch. Afin de se soustraire à la justice, il s'évade avec la complicité tacite de ce dernier durant le trajet en train et rejoint Naples. Pensant atteindre l'Amérique du Sud, il est arrêté le 28 octobre 1945 et incarcéré à la prison de la Santé pour y être inculpé, devant la cour de justice de la Seine. Il s'échappe en compagnie de Jean de Vaugelas qui a été chargé des opérations de maintien sur Limoges, mais est ensuite repris contrairement à celui-ci. À aucun moment, Bassompierre ne tente d'atténuer ses responsabilités. Son rôle dans la répression de la mutinerie de la prison de la Santé lui vaut une condamnation à mort prononcée le 17 janvier 1948. Il est fusillé le 20 avril 1948 à 7h10 du matin,.